# 乔希·古多尔
乔舒亚·杰克·古多尔（英語：Joshua Jake Goodall；1985年10月17日—）是一位英國男職業網球運動員，在2009年7月13日取得個人單打排名新高的184名。而最高雙打排名則是在2007年6月15日取得的第114名。他在職業生涯期間曾代表英國參加台維斯盃。

## 職業生涯
2007年6月诺丁汉公开赛，他首次打進ATP賽事雙打決賽，夥拍羅斯·哈欽斯但不敵對手艾瑞克·布托拉克和傑米·穆雷。
古多尔曾是英國網球男子單打第二名，僅次於安迪·穆雷，但只維持在2012年8月13至11月19日。
他曾兩次參加台維斯盃，包括2009年I組對烏克蘭和2012年I組對比利時。在對比利時的比賽，由於安迪·穆雷缺席，他是當時英國代表隊排名最高的球手。

## 巡迴賽決賽及冠軍

### 雙打
| 賽事          |
| ------------- |
| 大滿貫 (0)    |
| ATP大師賽 (0) |
| ATP巡迴賽 (0) |
| 挑戰賽 (7)    |

| 賽果 | 日期       | 類型   | 巡迴賽              | 地面     | 拍擋            | 對手                                     | 比分                  |
| ---- | ---------- | ------ | ------------------- | -------- | --------------- | ---------------------------------------- | --------------------- |
| 冠軍 | 2005年7月  | 挑戰賽 | 英國诺丁汉          | 草地     | 馬丁·李         | 让-米歇尔·佩奎尔 阿薩姆-烏爾-哈克·奎雷西 | 6–4, 7–6              |
| 冠軍 | 2006年7月  | 挑戰賽 | 英國曼徹斯特        | 草地     | 喬納森·梅雷     | 克里斯·古奇奧內 托马·奥热                | 3-6, 7-5, [10-5]      |
| 負   | 2006年7月  | 挑戰賽 | 英國诺丁汉          | 草地     | 羅斯·哈欽斯     | 喬納森·梅雷 馬丁·李                      | 6–3, 3–6, [3–10]      |
| 冠軍 | 2006年11月 | 挑戰賽 | 德國埃肯塔尔        | 室內地毯 | 羅斯·哈欽斯     | 托尔斯滕·波普 桑德尔·格伦                | 7-5, 6-3              |
| 負   | 2007年2月  | 挑戰賽 | 德國沃爾夫斯堡      | 室內地毯 | 揚·馬托         | 亞歷山大·佩亞 拉斯·于贝尔                | 4-6, 4-6              |
| 負   | 2007年6月  | 250    | 英國诺丁汉          | 草地     | 羅斯·哈欽斯     | 艾瑞克·布托拉克 傑米·穆雷                | 6–4, 3–6, [5–10]      |
| 負   | 2007年7月  | 挑戰賽 | 墨西哥墨西哥城      | 草地     | 穆斯塔法·格豪斯 | 罗翰·波柏纳 阿薩姆-烏爾-哈克·奎雷西      | 3-6, 6-7(5–7)         |
| 負   | 2008年4月  | 挑戰賽 | 墨西哥墨西哥城      | 硬地     | 尼爾·班福德     | 罗伯特·斯梅兹 卡斯滕·鲍尔                | 7-6(7–5), 4-6, [3-10] |
| 冠軍 | 2008年8月  | 挑戰賽 | 印度新德里          | 室內硬地 | 詹姆斯·沃德     | 岩見亮 近藤大生                          | 6-4, 6-1              |
| 冠軍 | 2009年3月  | 挑戰賽 | 泰國曼谷            | 硬地     | 约瑟夫·西里安尼 | 米基奧·艾堅 亞歷山大·库德里亚夫采夫      | 6-3, 6-1              |
| 負   | 2009年4月  | 挑戰賽 | 西班牙特內里費      | 硬地     | 詹姆斯·奥克兰   | 亞歷山大·佩亞 菲利普·普茲斯內爾          | 2-6, 6-3, [4-10]      |
| 冠軍 | 2009年7月  | 挑戰賽 | 英國曼徹斯特        | 草地     | 喬納森·梅雷     | 柯林·弗萊明 肯·斯庫普斯基                | 6-7(1–7), 6-3, [11-9] |
| 冠軍 | 2009年8月  | 挑戰賽 | 巴西坎普斯-杜若爾當 | 硬地     | 山姆·格羅斯     | 罗热里奥·杜特拉·达席尔瓦 朱利奥·席尔瓦   | 7-6(7–4), 6-3         |

## 外部連結
- 乔希·古多尔（英文/西班牙文）的官方資料
- 乔希·古多尔的國際網球總會 職業／青少年 官方資料（英文）
- 乔希·古多尔的官方資料（英文）